# Óengus de Moray
Óengus de Moray (Oenghus mac inghine Lulaich ri Moréb) fue el último rey de Moray en la línea de sucesión, gobernando en Moray desde una fecha aún sin determinar hasta su muerte, en 1130.
Después de la muerte de Óengus, Moray probablemente fue otorgada a William fitz Duncan, que posterior a su muerte en 1147, esas tierras fueron colonizadas por seguidores franceses, flamencos e ingleses pero, en líneas generales, todos eras gaélicos.
- Datos: Q2849820